# Kāf
Kāf (in arabo كاف‎? /kæːf/) è la ventiduesima lettera dell'alfabeto arabo. Nella numerazione abjad essa assume il valore 20 (questa numerazione si basa infatti sull'antico ordine delle lettere nell'alfabeto semitico nordoccidentale, dove kāph era la undicesima lettera e assumeva quindi il valore della seconda decina, dopo la decima, yod, che valeva 10).

## Origine
Questa lettera deriva secondo alcuni da  dell'alfabeto nabateo, secondo altri da ܟܟ dell'alfabeto siriaco. In ogni caso deriva da kaph dell'alfabeto aramaico (), che nacque dalla kaph dell'alfabeto fenicio (), generata dalla kap dell'alfabeto proto-cananeo ().

## Fonetica
Foneticamente corrisponde alla occlusiva velare sorda (k). Per questo motivo è assimilabile alla c dura dell'alfabeto latino (ad esempio la c in cane).

## Scrittura e traslitterazione
Kāf viene scritta in varie forme in funzione della sua posizione all'interno di una parola:
| Forma isolata | Forma finale | Forma intermedia | Forma iniziale |
| ﻙ             | ـك…          | …ـکـ…            | …کـ            |

Nella traslitterazione dall'arabo è comunemente associata a k.

## Sintassi
Kāf è una lettera lunare. Ciò significa che quando ad una parola che inizia con questa lettera bisogna anteporre l'articolo determinativo (ال alif-lām al), esso non subirà alcuna modifica.
Ad esempio: كتاب kitāb "libro", diventa الكتاب, al-kitāb "il libro", che si pronuncia [alˈkitaːb].